# Naturschutzgebiet Glindetal

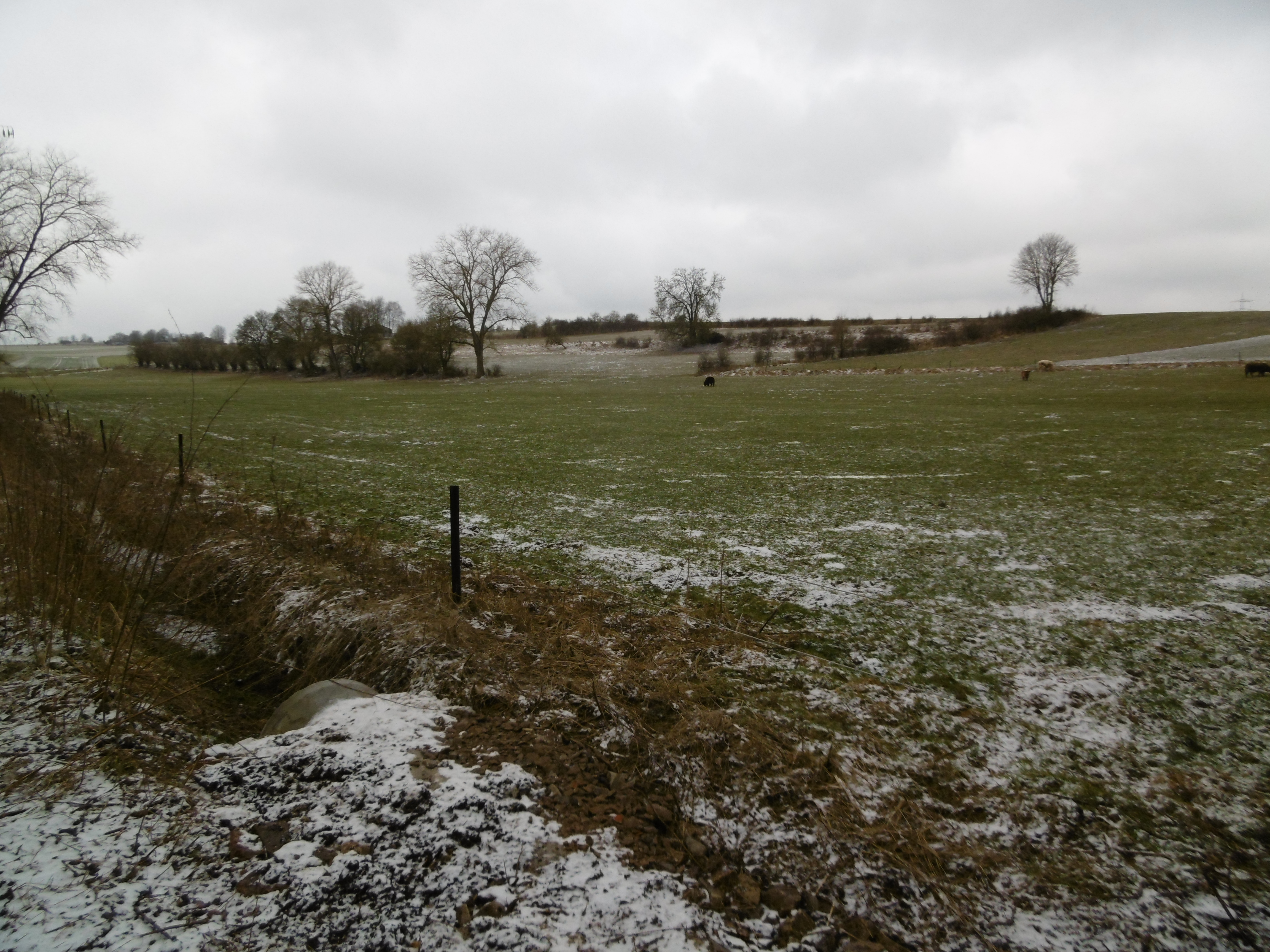
Naturschutzgebiet Glindetal im südlichen Bereich

Das Naturschutzgebiet Glindetal liegt zwischen Borntosten und Marsberg im Stadtgebiet von Marsberg im Hochsauerlandkreis. Es wurde 2008 mit dem Landschaftsplan Marsberg als Naturschutzgebiets (NSG) ausgewiesen und ist 124,35 ha groß. Im NSG befindet sich die Quelle und der Lauf der Glinde bis zur Ortslage Marsberg. Vom Gelände der Siegesmühle und der K 65 wird das NSG in drei Teilflächen geteilt. Nordwestlich grenzt direkt das Naturschutzgebiet Galgenberg / Auf dem Glindschen Grund an. Östlich des NSG liegen nur durch die Landesstraße 549 getrennt drei Naturschutzgebiete. Dabei handelt es sich im Norden um das Naturschutzgebiet Hasental / Kregenberg, darunter das Naturschutzgebiet Leitmarer Felsen und Naturschutzgebiet Emmese. Westlich liegt u. a. das Landschaftsschutzgebiet Warte. Am Nordrand geht das NSG mit dem Landschaftsschutzgebiet Frohental in den Marsberger Siedlungsraum über. Das NSG gehört seit 2023 zum Vogelschutzgebiet Diemel- und Hoppecketal mit angrenzenden Wäldern.

## Beschreibung
Beim NSG handelt es sich um den Talraum der Glinde unter Einbeziehung kleinerer Seitentälchen und unmittelbar angrenzender Hangbereiche. Die einbezogenen Nebentälchen und auch die einbezogenen Hangpartien liegen meist westlich des Tales. Während sich am Talgrund eher feuchte Bereiche finden, sind die Hangbereiche eher trocken. Zur besonderen Eigenart des Glindetales gehören auch kleine, arten- und edellaubholzreiche Kalkbuchenwaldrelikte, wie am Müllenberg. Im südlichen Talschluss und NSG-Ende nördlich von Borntosten befinden sich Kalkmagerrasen und keine typische Auen-Lebensräume. Teilweise sind diese Sonderstandorte aus alter Abgrabungstätigkeit entstanden. Das NSG ist geprägt durch ein Mosaik aus unterschiedlichen, mageren bis frischen Grünlandflächen, gegliedert von zahlreichen böschungsbegleitenden Hecken und kleinen Feldgehölzen sowie freistehenden Einzelbäumen. Neben dem hohen ökologischen Wert trägt diese landschaftliche Vielfalt auch dazu bei, dass sich das Gebiet als landschaftsästhetisch hochwertig und als charakteristischer Landschaftsausschnitt im Bereich des Roten Landes. Die Magergrünlandstandorte östlich des Galgenberges bei Obermarsberg und um den Hohen Stein bei Borntosten mit den feuchten Mähweiden im Talraum der Glinde stellen artenreiche Grünlandlebensräume dar mit einem hohen Anteil an Arten der „Roten Liste der gefährdeten Blütenpflanzen“. Gleichzeitig kommt dem Gebiet erhebliche Bedeutung für hecken- und gebüschbrütende Vogelarten zu, die in z. T. hoher Brutpaardichte vertreten sind. Die Kalkmagerrasen und Magergrünlandbereiche bieten mit ihrem Blütenreichtum auf den trockenen Standorten auch einer besonders vielfältigen Insektenfauna Lebensraum. Mit seiner langgestreckten Form verbindet das NSG auch angrenzende Grünlandstandorte untereinander, was dem Artenaustausch in dieser überwiegend ackerbaulich geprägten Bereichs Marsbergs zugutekommt. Der Biotopverbund der eigentlichen Talwiesen ist lediglich im Bereich der Siegesmühle unterbrochen. Als Fremdkörper im NSG sind Fischteichanlagen und Nadelholzanpflanzungen im Raum Leitmar und Borntosten vorhanden.

## Pflanzenarten im NSG
Das Landesamt für Natur, Umwelt und Verbraucherschutz Nordrhein-Westfalen dokumentierte im Schutzgebiet Pflanzenarten wie Acker-Witwenblume, Ährige Teufelskralle, Aronstab, Bachbunge, Breitblättriger Thymian, Breit-Wegerich, Breitblättrige Stendelwurz, Busch-Windröschen, Bärlauch, Christophskraut, Dornige Hauhechel, Echte Schlüsselblume, Echte Brunnenkresse, Echte Nelkenwurz, Echter Baldrian, Echter Kreuzdorn, Echtes Johanniskraut, Echtes Labkraut, Echtes Springkraut, Echtes Mädesüß, Echtes Tausendgüldenkraut, Efeu, Einbeere, Fuchssches Greiskraut, Geflügelte Braunwurz, Gänseblümchen, Gelbes Sonnenröschen, Gemeiner Hohlzahn, Gewöhnliche Felsenbirne, Gewöhnliche Pestwurz, Gewöhnliche Vogelmiere, Gewöhnlicher Blutweiderich, Große Fetthenne, Große Klette, Gundermann, Heide-Nelke, Hohe Schlüsselblume, Jakobs-Greiskraut, Kleinblütige Königskerze, Kleine Bibernelle, Kleiner Klappertopf, Kleiner Odermennig, Kleiner Wiesenknopf, Kleines Habichtskraut, Knoblauchsrauke, Knolliger Hahnenfuß, Kohldistel, Leberblümchen, Magerwiesen-Margerite, Mittlerer Wegerich, Moschus-Malve, Nestwurz, Nickendes Leimkraut, Oregano, Pastinak, Purgier-Lein, Quirl-Weißwurz, Rundblättrige Glockenblume, Ruprechtskraut, Salbei-Gamander, Sanikel, Schlangen-Knöterich, Schmalblättriger Merk, Schmalblättriges Weidenröschen, Spitzlappiger Frauenmantel, Stattliches Knabenkraut, Sumpf-Storchschnabel, Sumpf-Vergissmeinnicht, Sumpf-Ziest, Vielblütige Weißwurz, Wald-Bingelkraut, Wald-Engelwurz, Wald-Erdbeere, Wald-Ziest, Waldmeister, Wasser-Minze, Wasserdarm, Wasserdost, Weiße Taubnessel, Wiesen-Bärenklau, Wiesen-Flockenblume, Wiesen-Kerbel, Wiesen-Labkraut, Wiesen-Pippau, Wiesen-Platterbse, Wiesen-Storchschnabel, Wilde Möhre, Wirbeldost, Zaun-Wicke und Zottiges Weidenröschen.

## Schutzzweck des Naturschutzgebietes
Das NSG wurde zur Erhaltung eines struktur- und artenreichen Biotopkomplexes eines Wiesentales mit typischem, teilweise seltenem Arten- und Biotopinventar ausgewiesen. Ferner zur Erhaltung dieses Biotopmosaiks und seiner Verbundfunktion für die schutzbedürftigen Grünlandflächen innerhalb des Gebietes Roten Land und zur Erhaltung der besonderen Eigenart und hervorragenden Schönheit dieses Grünlandtales zwischen den Ackerflächen der Hochebene um Giershagen und den bewaldeten Abbruchkanten der östlich angrenzenden Hügelkette.

## Naturschutzaktivitäten im BereichSchlageundGlindegrund

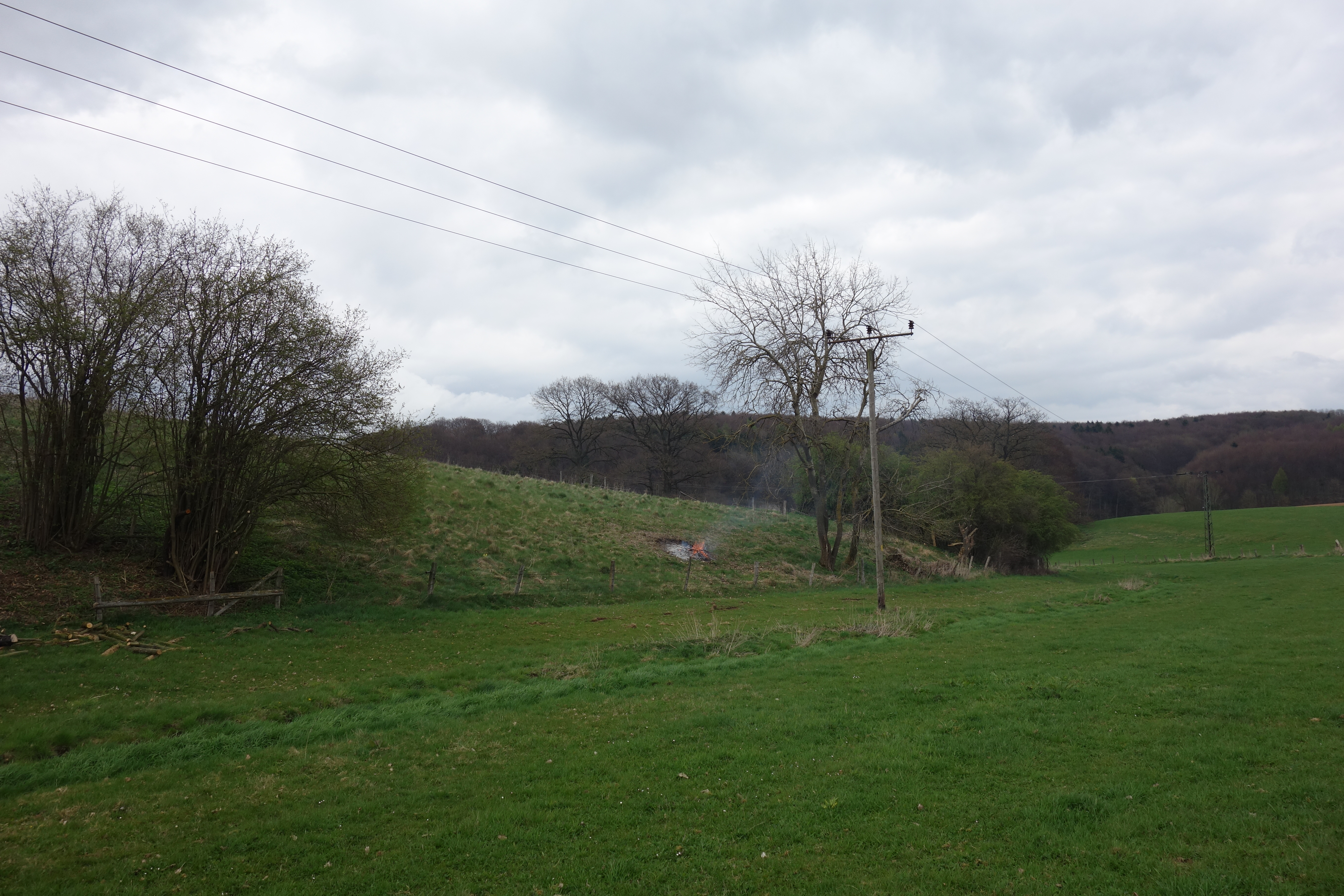
Magerrasen östlich des Kalkofens, nach Entbuschung durch Landschaftspflegetrupp der Biologischen Station Hochsauerlandkreis

Um den Kalkofen im Bereich Schlage des NSG ist seit 1986 der Verein für Natur- und Vogelschutz im Hochsauerlandkreis (VNV) aktiv. Um den Kalkofen liegen westlich bzw. nordwestlich Magerrasenbereiche. Nördlich befindet sich der ehemalige Steinbruch, in dem der Kalkstein für den Kalkofen gebrochen wurde. Der Bereich war 1986 bereits stark verbuscht bzw. mit Bäumen bestanden. Der Bereich des Kalkofens wurde 1986 zunächst vom VNV an gepachtet und 2013 gekauft. 2014 und 2015 wurden nördlich angrenzend und außerhalb des NSG im Landschaftsschutzgebiet Freiflächen um Giershagen fünf flachgründige und steinige Ackerparzellen und östlich eine ehemalige Weide angekauft. 2016 wurde im NSG südlich und westlich direkt an den Kalkofenbereich je eine Weide vom Land NRW angekauft.
In den 1980er Jahren wurde der Steinbruch am Kalkofen bei Arbeitseinsätzen des VNV von einer illegalen Müllkippe befreit. Seit Mitte der 1990er Jahre werden Magerrasenbereiche gemäht. In mehreren Arbeitseinsätzen wurden Haselnusssträucher und Zitterpappeln entfernt. Im Winter 2014/15 wurden Bäume auf dem Kalkofen entfernt, da diese durch ihr Gewicht den Kalkofen zu Einsturz zu bringen drohten.
Der Ackerbereich war in den 1980er Jahren im Ackerrandstreifen-Programm des Landes NRW. Nach Ende des Programms Ende der 1980er Jahre wurde der Acker konventionell bewirtschaftet. Seit 2015 gibt es auf dem VNV-Acker zum Kalkofen hin wieder einen Ackerrandstreifen. Der Ackerrandstreifen wird nicht mehr gedüngt und mit Pestiziden behandelt. Das Getreide wird nur in einem zweireihigen Abstand besät. So gelangt mehr Licht auf den Ackerboden und Ackerwildkräuter werden gefördert. Dem Pächter wird vom VNV der Pachtpreis erlassen um seinen Nutzungsausfall zu ersetzen. Im Acker wurden früher Ackerunkräuter wie Acker-Lichtnelke, Acker-Wachtelweizen und Acker-Steinsame nachgewiesen. Im Herbst 2018 wurde erstmals seit vielen Jahren, nach Vereinbarung mit dem Landwirt, welcher die Äcker gepachtet hat, wieder Wintergetreide auf den angekauften Äckern angebaut. 2019 konnten dann über fünfzig verschiedene Ackerwildkräuterarten (Segetalpflanzen) nachgewiesen werden. Darunter waren extrem seltene Arten wie Sommer-Adonisröschen und Acker-Hundskamille. Mit der Rundblättriges Hasenohr wurde sogar eine vorher ausgestorbene geglaubte Art entdeckt.
Auch im Bereich Glindegrund des NSG besitzt der VNV eine größere Fläche, welche mit vereinseigenen Rotem Höhenvieh beweidet werden. Der VNV führt immer wieder Arbeitseinsätze im NSG durch. Insbesondere wurden Zäune gebaut und Schwarzdorn mit dem Freischneider gemäht. Im NSG kaufte die Nordrhein-Westfalen-Stiftung Naturschutz, Heimat- und Kulturpflege 0,91 ha Land an, welche vom Verein für Natur- und Vogelschutz im Hochsauerlandkreis betreut werden.